# Věra Jourová
Věra Jourová (Třebíč, 18 d'agost de 1964) és una política txeca, pertanyent al partit liberal ANO 2011. Ha estat ministra de Desenvolupament Regional entre gener i octubre de 2014 i és, des de novembre d'aquest mateix any, comissària europea de Justícia, Consumidors i Igualtat de Gènere.